# Karmøy prosteri

Prosterier i Stavangers stift. Det lila området på kartan är Karmøy prosteri.

Karmøy prosteri (norska: Karmøy prosti) är ett kontrakt (prosteri, norska: prosti) i Stavangers stift inom Norska kyrkan. Kontraktet omfattar Karmøy kommun i Rogaland fylke i sydvästra Norge.

## Socknar
Karmøy prosteri består av åtta socknar (norska: sokn eller sogn) inom Karmøy kyrkliga samfällighet (norska: kirkelige fellesråd):

### Karmøy kyrkliga samfällighet
- Avaldsnes socken
- Falnes socken
- Ferkingstads socken
- Koperviks socken
- Norheims socken
- Torvastads socken
- Vedavågens socken
- Åkra socken